# タケノハナミ
タケノハナミ（欧字名:Takeno Hanami、1982年4月29日 - 2008年8月4日）は、日本の競走馬、繁殖牝馬。主な勝ち鞍に1985年のローズステークス。

## 競走馬時代

### デビュー前
1982年4月29日、北海道浦河町の昭和牧場にて生まれる。
のちにこの馬の馬主となる伊坂重憲は、父で同じく馬主の伊坂重昭が所有馬を預けていた藤原敏文に誘われて昭和牧場を訪れた。そこでタケノハナミを目にした重憲は、素人目にも1頭抜けていたというこの馬を「これは絶対にほしい」と思ったという。しかし、当時馬主資格を有していなかった重憲は父にこの馬を購入してもらい、デビューさせることとなった。

### 現役時
1984年、3歳時は2戦したが未勝利。翌1985年、東京競馬場のダート1600メートル戦と芝2400メートル戦で勝利を挙げ、優駿牝馬に挑戦したが13着と敗れる。夏に北海道へ遠征し、札幌競馬場のダート1500メートル戦を勝ったあと函館競馬場でオープン馬を相手に2戦したが7、5着であった。
ローズステークスでは岩元市三が騎乗した。単勝12番人気の評価であったが、管理調教師である藤原敏文の指示により先行策を取り、逃げた桜花賞馬エルプスを半馬身抑えて勝利した。藤原は勝因について「仕上がりのよさ、だったと思いますね」と振り返っている。
その後、馬主資格を取得した重憲の名義に変更したのちにエリザベス女王杯に出走。4番人気に推されたが13着と敗れ、その後は1987年に札幌競馬場のダートの特別競走で1勝を挙げるにとどまった。

## 競走成績
以下の内容は、netkeiba.comに基づく。
| 競走日     | 競馬場 | 競走名           | 格       | 距離（馬場）  | 頭 数 | 枠 番 | 馬 番 | オッズ （人気） | 着順 | タイム （上り） | 着差 | 騎手      | 斤量 [kg] | 1着馬（2着馬）       | 馬体重 [kg] |
| ---------- | ------ | ---------------- | -------- | ------------- | ----- | ----- | ----- | --------------- | ---- | --------------- | ---- | --------- | --------- | -------------------- | ----------- |
| 1984.12.02 | 中京   | 3歳新馬          |          | 芝1200m（良） | 10    | 3     | 3     | 009.00（3人）   | 02着 | R1:12.30000000  | -0.1 | 0国兼正浩 | 53        | ジョーレグノ         |             |
| 0000.12.16 | 中京   | 3歳新馬          |          | 芝1200m（良） | 9     | 8     | 9     | 002.20（1人）   | 09着 | R1:14.30000000  | -1.9 | 0国兼正浩 | 53        | レオナルドシチー     |             |
| 1985.01.06 | 中山   | 4歳未勝利        |          | ダ1200m（良） | 16    | 1     | 2     | 009.50（3人）   | 05着 | R1:14.40000000  | -0.9 | 0小林常泰 | 53        | ハツカゼシロー       |             |
| 0000.01.26 | 東京   | 4歳未勝利        |          | ダ1600m（良） | 11    | 4     | 4     | 006.10（2人）   | 01着 | R1:40.30000000  | -0.4 | 0小林常泰 | 53        | （ダイナフリージア） |             |
| 0000.03.02 | 中山   | 桃花賞           | 400万下  | 芝1600m（不） | 14    | 3     | 3     | 006.90（2人）   | 03着 | R1:37.90000000  | -1.0 | 0郷原洋行 | 53        | ミスタテガミ         |             |
| 0000.03.23 | 中山   | もくれん賞       | 400万下  | 芝2000m（重） | 12    | 1     | 1     | 016.30（5人）   | 05着 | R2:06.00000000  | -0.8 | 0郷原洋行 | 53        | モンテジャパン       |             |
| 0000.04.21 | 東京   | 八重桜賞         | 400万下  | 芝1600m（稍） | 16    | 8     | 15    | 015.70（6人）   | 09着 | R1:39.00000000  | -0.9 | 0郷原洋行 | 53        | シャダイハマナス     |             |
| 0000.05.03 | 東京   | 4歳400万下       |          | 芝2400m（良） | 6     | 6     | 6     | 002.80（1人）   | 01着 | R2:29.20000000  | -0.4 | 0郷原洋行 | 53        | （ヨシノディクタス） |             |
| 0000.05.19 | 東京   | 優駿牝馬         | GI       | 芝2400m（良） | 28    | 7     | 24    | 033.7（14人）   | 13着 | R2:33.20000000  | -2.5 | 0的場均   | 55        | ノアノハコブネ       |             |
| 0000.06.16 | 札幌   | 4歳上900万下     |          | ダ1800m（良） | 9     | 5     | 5     | 007.80（3人）   | 03着 | R1:52.70000000  | -0.5 | 0郷原洋行 | 53        | トムソンシロー       |             |
| 0000.06.29 | 札幌   | 4歳上900万下     |          | ダ1500m（良） | 8     | 3     | 3     | 002.70（1人）   | 01着 | R1:32.60000000  | -0.2 | 0郷原洋行 | 53        | （ウメノウインザー） |             |
| 0000.08.04 | 函館   | 巴賞             | OP       | 芝1800m（良） | 9     | 8     | 9     | 016.70（4人）   | 07着 | 01:49.60000000  | -2.8 | 0郷原洋行 | 52        | ノビアボニータ       |             |
| 0000.09.08 | 函館   | UHB杯            | OP       | 芝1800m（不） | 9     | 2     | 2     | 024.40（9人）   | 05着 | 01:53.50000000  | -2.3 | 0郷原洋行 | 52        | ドミナスローズ       |             |
| 0000.10.13 | 京都   | ローズS          | GII      | 芝2000m（良） | 14    | 8     | 14    | 061.3（12人）   | 01着 | R2:02.20000000  | -0.1 | 0岩元市三 | 55        | （エルプス）         |             |
| 0000.11.03 | 京都   | エリザベス女王杯 | GI       | 芝2400m（良） | 20    | 4     | 7     | 014.50（4人）   | 13着 | R2:29.30000000  | -2.5 | 0郷原洋行 | 55        | リワードウイング     |             |
| 1987.04.11 | 中山   | 船橋S            | 1400万下 | 芝1800m（稍） | 12    | 6     | 8     | 054.8（10人）   | 09着 | 01:50.7（38.0） | -1.9 | 0郷原洋行 | 56        | シンボリカール       | 476         |
| 0000.05.09 | 東京   | 薫風特別         | 1400万下 | 芝1800m（良） | 7     | 2     | 2     | 007.00（5人）   | 07着 | 01:49.6（48.9） | -0.9 | 0郷原洋行 | 55        | アイアンシロー       | 470         |
| 0000.06.20 | 札幌   | 支笏湖特別       | 900万下  | ダ1800m（良） | 8     | 7     | 7     | 002.60（2人）   | 01着 | R1:52.5（37.8） | -0.7 | 0郷原洋行 | 55        | （グレンツェンド）   | 470         |
| 0000.07.12 | 札幌   | 道新杯           | OP       | ダ1500m（不） | 7     | 7     | 7     | 005.10（3人）   | 07着 | 01:32.5（40.1） | -2.9 | 0郷原洋行 | 53        | インターネイティブ   | 480         |
| 0000.08.09 | 函館   | 巴賞             | OP       | 芝1800m（重） | 13    | 5     | 6     | 031.2（12人）   | 08着 | 01:51.5（38.6） | -1.7 | 0津曲浩二 | 54        | ベルベットグローブ   | 480         |
| 0000.08.23 | 函館   | 函館記念         | GIII     | 芝2000m（良） | 14    | 8     | 14    | 063.3（12人）   | 14着 | R2:02.9（39.2） | -2.7 | 0津曲浩二 | 53        | ウインドストース     | 476         |

## 繁殖牝馬時代
引退後は1988年から繁殖牝馬となり、8頭の産駒を残した。1995年には双子を受胎したが、片方を潰すことなくどちらも出産。牡馬のキーオブライフは競走馬としてデビューし、牝馬のオペラハナミは競走馬デビューこそしなかったが、繁殖牝馬としてイエロージャケット（2006年若草賞、スプリングカップ）、ツクシヒメ（2009年黒潮盃、TCKディスタフ）を産んだ。
また、1998年に出産したシングンオペラは、2000年に船橋競馬場の岡林光浩厩舎へ入厩。2戦目で初勝利を挙げ、4戦目から中央競馬の指定交流競走に挑戦し、のちに中央競馬の高市圭二厩舎へ移籍。共同通信杯4着、青葉賞5着、アルゼンチン共和国杯3着と重賞で善戦したが2勝目は挙げられず、故障を発症し現役を引退。2003年から生まれ故郷の沖田牧場で重賞未勝利ながら種牡馬入りし、J・GIの中山大障害など障害重賞を3勝し、2019年のJRA賞最優秀障害馬に選出されたシングンマイケルの父となった。
タケノハナミ自身は、2000年12月付で用途変更、繁殖牝馬を引退した。その後は功労馬として門別町にあった名馬のふるさとステーションに繋養され、2003年に同施設が閉鎖されたあとは静内郡静内町（2006年より日高郡新ひだか町）にあるローリングエッグスクラブステーブルへ移動した。その後、2008年8月4日、病気のため死亡。26歳没。

## 繁殖成績
|       | 馬名               | 誕生年 | 性 | 毛色   | 父                     | 厩舎                           | 馬主               | 戦績・備考              | 出典   |
| ----- | ------------------ | ------ | -- | ------ | ---------------------- | ------------------------------ | ------------------ | ----------------------- | ------ |
| 初仔  | ナオミュトス       | 1989年 | 牝 | 鹿毛   | スルーザドラゴン       | 美浦・藤原敏文                 | 伊坂重憲           | （未出走・繁殖）        | [ 22 ] |
| 2番仔 | テンショウゴールド | 1990年 | 牡 | 鹿毛   | ロイヤルスキー         | 美浦・藤原敏文 →新潟・向山勝   | 伊坂重憲 →岩村忠太 | 27戦2勝（引退）         | [ 23 ] |
| 3番仔 | テンショウメイジン | 1991年 | 牡 | 黒鹿毛 | リドヘイム             | 美浦・藤原敏文 →美浦・高市圭二 | 伊坂重憲           | 34戦2勝（引退）         | [ 24 ] |
| 4番仔 | リヴリアリリー     | 1993年 | 牝 | 鹿毛   | リヴリア               | 小林・三坂盛雄                 | 伊坂重憲           | （未出走・繁殖）        | [ 25 ] |
| 5番仔 | キーオブライフ     | 1995年 | 牡 | 黒鹿毛 | オペラハウス           | 美浦・内藤一雄                 | 伊坂重憲           | 1戦0勝（引退）          | [ 26 ] |
| 5番仔 | オペラハナミ       | 1995年 | 牝 | 鹿毛   | オペラハウス           |                                |                    | （未出走・繁殖）        | [ 27 ] |
| 7番仔 | ナイトオブローズ   | 1996年 | 牡 | 黒鹿毛 | クリスタルグリッターズ | 美浦・尾形充弘 →北海道・楠克己 | 伊坂重憲           | 45戦4勝（引退）         | [ 28 ] |
| 8番仔 | シングンオペラ     | 1998年 | 牡 | 黒鹿毛 | オペラハウス           | 船橋・岡林光浩 →美浦・高市圭二 | 伊坂重憲           | 16戦1勝（引退・種牡馬） | [ 29 ] |

## 血統表
| タケノハナミの血統                                   | タケノハナミの血統                                                             | タケノハナミの血統                                                             | （血統表の出典）                                                               | （血統表の出典） |
| 父系                                                 | ファリス系                                                                     | ファリス系                                                                     | ファリス系                                                                     |                  |
| 父 *ハードツービート Hard to Beat 1969 鹿毛 イギリス | 父の父*ハーディカヌート                                                        | *ハードリドン                                                                  | Hard Sauce                                                                     | Hard Sauce       |
| 父 *ハードツービート Hard to Beat 1969 鹿毛 イギリス | 父の父*ハーディカヌート                                                        | *ハードリドン                                                                  | Toute Belle                                                                    |                  |
| 父 *ハードツービート Hard to Beat 1969 鹿毛 イギリス | 父の父*ハーディカヌート                                                        | Harvest Maid                                                                   | Umidwar                                                                        | Umidwar          |
| 父 *ハードツービート Hard to Beat 1969 鹿毛 イギリス | 父の父*ハーディカヌート                                                        | Harvest Maid                                                                   | Hay Fell                                                                       |                  |
| 父 *ハードツービート Hard to Beat 1969 鹿毛 イギリス | 父の母Virtuous                                                                 | Above Suspicion                                                                | Court Martial                                                                  | Court Martial    |
| 父 *ハードツービート Hard to Beat 1969 鹿毛 イギリス | 父の母Virtuous                                                                 | Above Suspicion                                                                | Above Board                                                                    |                  |
| 父 *ハードツービート Hard to Beat 1969 鹿毛 イギリス | 父の母Virtuous                                                                 | Rose of India                                                                  | Tulyar                                                                         | Tulyar           |
| 父 *ハードツービート Hard to Beat 1969 鹿毛 イギリス | 父の母Virtuous                                                                 | Rose of India                                                                  | Eastern Grandeur                                                               |                  |
| 母 ヒカルカマタ 1967 鹿毛 北海道浦河町               | 母の父*アイアンリージ                                                          | Bull Lea                                                                       | Bull Dog                                                                       | Bull Dog         |
| 母 ヒカルカマタ 1967 鹿毛 北海道浦河町               | 母の父*アイアンリージ                                                          | Bull Lea                                                                       | Rose Leaves                                                                    |                  |
| 母 ヒカルカマタ 1967 鹿毛 北海道浦河町               | 母の父*アイアンリージ                                                          | Iron Maiden                                                                    | War Admiral                                                                    | War Admiral      |
| 母 ヒカルカマタ 1967 鹿毛 北海道浦河町               | 母の父*アイアンリージ                                                          | Iron Maiden                                                                    | Betty Derr                                                                     |                  |
| 母 ヒカルカマタ 1967 鹿毛 北海道浦河町               | 母の母*コランディア                                                            | Auriban                                                                        | Pharis                                                                         | Pharis           |
| 母 ヒカルカマタ 1967 鹿毛 北海道浦河町               | 母の母*コランディア                                                            | Auriban                                                                        | Arriba                                                                         |                  |
| 母 ヒカルカマタ 1967 鹿毛 北海道浦河町               | 母の母*コランディア                                                            | Arlanza                                                                        | Djebel                                                                         | Djebel           |
| 母 ヒカルカマタ 1967 鹿毛 北海道浦河町               | 母の母*コランディア                                                            | Arlanza                                                                        | Pharyva                                                                        |                  |
| 母系(F-No.)                                          | コランディア系(FN:9-e)                                                         | コランディア系(FN:9-e)                                                         | コランディア系(FN:9-e)                                                         | [ § 2 ]          |
| 5代内の近親交配                                      | Bull Dog＝Sir Gallahad 4･5（母内）、Pharos 5･5（母内）、Tourbillon 5･5（母内） | Bull Dog＝Sir Gallahad 4･5（母内）、Pharos 5･5（母内）、Tourbillon 5･5（母内） | Bull Dog＝Sir Gallahad 4･5（母内）、Pharos 5･5（母内）、Tourbillon 5･5（母内） | [ § 3 ]          |
| 出典                                                 | 1. 2. 3.                                                                       | 1. 2. 3.                                                                       | 1. 2. 3.                                                                       | 1. 2. 3.         |

- 兄にホースメンホープ[7]（1977年日本経済新春杯、中京記念）、ニッショウキング[7]（1978年クモハタ記念）がおり、いずれも父はムーティエである[7]。半妹ショウワハナミの産駒ブリットレーンは中央競馬で6勝を挙げている。
- 母の半弟ベルワイド（父インディアナ）は、天皇賞（春）優勝馬。
- そのほかの近親はコランディア#主要なファミリーラインを参照。